# Muhos vasútállomás
Muhos vasútállomás Finnországban, Muhos településen található.

## Vasútvonalak
Az állomást az alábbi vasútvonalak érintik:
- Oulu–Kontiomäki-vasútvonal

## Kapcsolódó állomások
A vasútállomáshoz az alábbi állomások vannak a legközelebb:
- Pikkarala railway station (Oulu vasútállomás)
- Utajärvi railway station (Kontiomäki railway station)